# An Expensive Visit
An Expensive Visit é um curta-metragem mudo norte-americano de 1915, do gênero comédia, dirigido por Will Louis e estrelado por Oliver Hardy. Cópia do filme encontra-se conservada na Biblioteca do Congresso.

## Elenco
- Ed Lawrence - Dad
- Oliver Hardy - Jack
- Raymond McKee - Dick
- Ben Walker - Tom
- C.W. Ritchie - Bill